# Jacques-Henri Dreyfuss
Pour les articles homonymes, voir Dreyfus.
Jacques-Henri Dreyfuss (19 avril 1844 à Schirrhoffen dans le Bas-Rhin - 27 juillet 1933 à Paris) est un rabbin français, rabbin de Sedan, Grand-rabbin de Belgique (1880-1891), puis Grand-rabbin de Paris (1891-1933).

## Biographie
Jacques-Henri Dreyfuss est né le 19 avril 1844 à Schirrhoffen
, dans le Bas-Rhin, en 1844. Il est le fils du rabbin de Saverne, Heymann Dreyfuss. Sa sœur, Adèle, est la mère de Julien Weill, le Grand-rabbin de Paris, qui succède à son oncle!
Il étudie au Séminaire israélite de France (SIF), dont il sort diplômé rabbin en 1868. Il arrive à Sedan en avril 1872 et devient officiellement rabbin de la ville en 1873 jusqu'en 1880. Il est Grand-rabbin de Belgique de 1880 à 1891. Il est Grand-rabbin de Paris de 1891 jusqu'à sa mort en 1933, à l'âge de 89 ans.